# Bracon mediostriatus
Bracon mediostriatus är en stekelart som beskrevs av Papp 1968. Bracon mediostriatus ingår i släktet Bracon och familjen bracksteklar. Inga underarter finns listade.